# United Kingdom Arctic Research Station

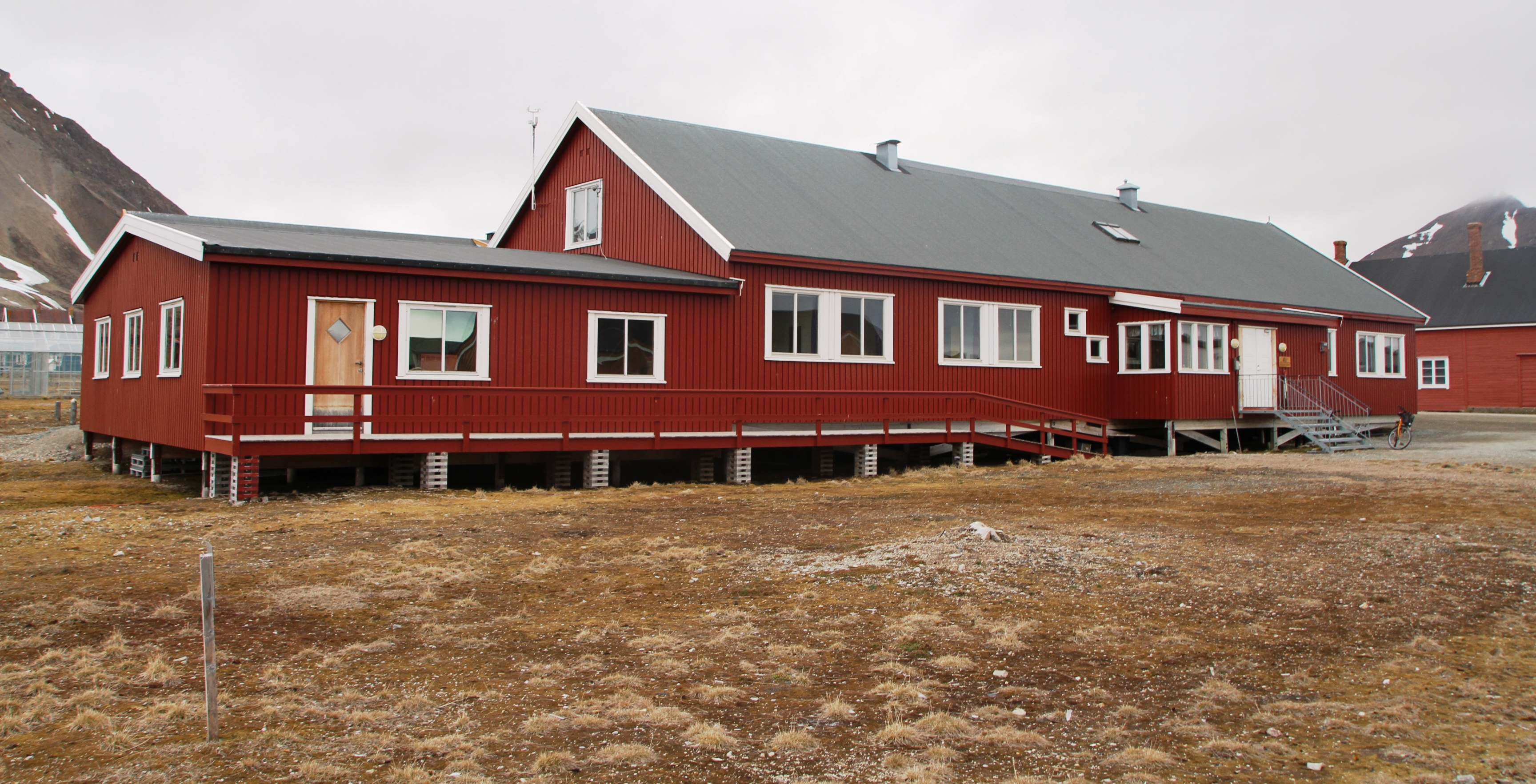
United Kinhgdom Arctic Research Station i Harlandhuset

UK Arctic Research Station är en brittisk polarforskningsstation i Ny-Ålesund i Svalbard.
United Kingdom Arctic Research Station drivs av NERC Arctic Office, som finansieras av Natural Environment Research Council och administreras av British Antarctic Survey i Cambridge. NERC Arctic Office stödjer och samordnar brittisk arktisk forskning.
Forskningsstationen inrättades 1991 i Harlandhuset av Natural Environment Research Council. Det har fyra laboratorier och disponerar också en egen Polar Cirkel arbetsbåt på 5,6 meter. Det är bemannat endast sommartid.
Vid forskningsstation bedrivs forskning huvudsakligen inom geologi, glaciologi och biologi. År 2015 registrerade stationen 218 forskardygn. 

## Historik
Den brittiska forskningsnärvaron i Ny-Ålesund tillhör de äldsta. Geologen Brian Harland (1917–2003) från Cambridge började arbeta i Ny-Ålesund redan 1938 och etablerade senare en bas i samhället 1965 i en av svenskbarackerna. Denna flyttade 1973 till svenskbaracken Mexico, som då omdöptes till Cambridge. År 1991 flyttade sedan britterna in i sin nya helårsstation, som då byggts för detta ändamål.